# Saint-Jean-Saint-Germain
Pour les articles homonymes, voir Saint-Jean et Saint-Germain.
Saint-Jean-Saint-Germain est une commune française du département d'Indre-et-Loire, en région Centre-Val de Loire.

## Géographie

### Localisation et paysages
| Perrusson          |                          | Sennevières     |
|                    | Saint-Jean-Saint-Germain |                 |
| Verneuil-sur-Indre |                          | Saint-Hippolyte |

Saint-Jean-Saint-Germain est située au sud de la Touraine, au sud de Loches (7 km), sur la RD 943.
Au sud de Saint-Jean-Saint-Germain, Châtillon-sur-Indre, première grande ville du département de l'Indre, se trouve à 12 km.
Saint-Jean-Saint-Germain est sur la route dite « des Anglais » entre Tours et Châteauroux.
L'Indre passe à Saint-Jean-Saint-Germain avant d'arriver à Loches sur deux biefs (moulin de Loches) traversant la ville et le cours normal faisant le tour de la ville de Loches.
Le paysage est doucement vallonné, des bois champs et pâturages agrémentent la vue sur la vallée de l'Indre.
La commune se trouve dans l'aire géographique et dans la zone de production du lait, de fabrication et d'affinage du fromage Valençay.

### Hydrographie

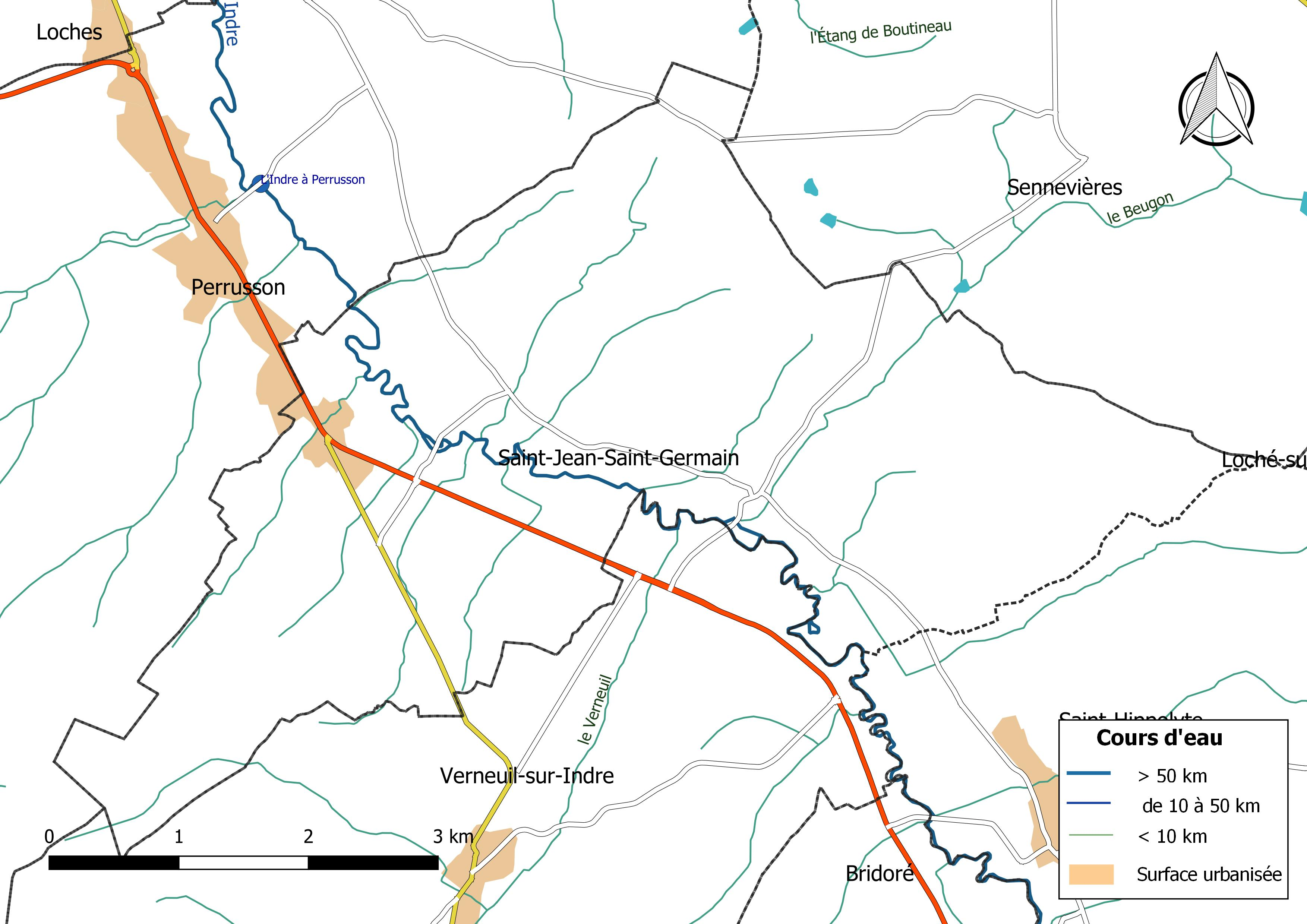
Réseau hydrographique de Saint-Jean-Saint-Germain.

La commune est traversée par l'Indre (6,338 km). Le réseau hydrographique communal, d'une longueur totale de 31,27 km, comprend également divers petits cours d'eau dont le Beugon (2,425 km),.
L'Indre, d'une longueur totale de 279,4 km, prend sa source à une altitude de 453 m sur le territoire de Saint-Priest-la-Marche dans le  département du Cher et se jette dans la Loire à Avoine, après avoir traversé 58 communes. Les crues de l'Indre sont le plus souvent de type inondation de plaine. Sur le plan de la prévision des crues, la commune est située dans le tronçon de l'Indre tourangelle, dont la station hydrométrique de référence la plus proche est située à Perrusson. La hauteur maximale historique a été atteinte en novembre 1770. La hauteur maximale mesurée s'établit à 3,30 et a été observée le 21 décembre 1982.
Ce cours d'eau est classé dans les listes 1 et 2 au titre de l'article L. 214-17 du code de l'environnement sur le Bassin Loire-Bretagne. Au titre de la liste 1, aucune autorisation ou concession ne peut être accordée pour la construction de nouveaux ouvrages s'ils constituent un obstacle à la continuité écologique et le renouvellement de la concession ou de l'autorisation des ouvrages existants est subordonné à des prescriptions permettant de maintenir le très bon état écologique des eaux. Au titre de la liste 2, tout ouvrage doit être géré, entretenu et équipé selon des règles définies par l'autorité administrative, en concertation avec le propriétaire ou, à défaut, l'exploitant,. 
Sur le plan piscicole, l'Indre est classée en deuxième catégorie piscicole. Le groupe biologique dominant est constitué essentiellement de poissons blancs (cyprinidés) et de carnassiers (brochet, sandre et perche).
Deux zones humides ont été répertoriées sur la commune par la direction départementale des Territoires (DDT) et le conseil départemental d'Indre-et-Loire : « la vallée de l'Indre : de la prairie d'Oizay aux Anglées », « la vallée de l'Indre : environs de Loches » et « Perrusson à l'Ile Auger »,.

### Climat
Pour des articles plus généraux, voir Climat du Centre-Val de Loire et Climat d'Indre-et-Loire.
En 2010, le climat de la commune est de type climat océanique dégradé des plaines du Centre et du Nord, selon une étude du CNRS s'appuyant sur une série de données couvrant la période 1971-2000. En 2020, Météo-France publie une typologie des climats de la France métropolitaine dans laquelle la commune est exposée à un climat océanique altéré et est dans une zone de transition entre les régions climatiques « Moyenne vallée de la Loire » et « Centre et contreforts nord du Massif Central ». 
Pour la période 1971-2000, la température annuelle moyenne est de 11,1 °C, avec une amplitude thermique annuelle de 15,5 °C. Le cumul annuel moyen de précipitations est de 686 mm, avec 10,5 jours de précipitations en janvier et 6,8 jours en juillet. Pour la période 1991-2020, la température moyenne annuelle observée sur la station météorologique de Météo-France la plus proche, sur la commune de Perrusson à 3 km à vol d'oiseau, est de 12,3 °C et le cumul annuel moyen de précipitations est de 730,3 mm,. Pour l'avenir, les paramètres climatiques de la commune estimés pour 2050 selon différents scénarios d'émission de gaz à effet de serre sont consultables sur un site dédié publié par Météo-France en novembre 2022.

## Urbanisme

### Typologie
Au 1er janvier 2024, Saint-Jean-Saint-Germain est catégorisée commune rurale à habitat dispersé, selon la nouvelle grille communale de densité à sept niveaux définie par l'Insee en 2022.
Elle est située hors unité urbaine. Par ailleurs la commune fait partie de l'aire d'attraction de Loches, dont elle est une commune de la couronne,. Cette aire, qui regroupe 23 communes, est catégorisée dans les aires de moins de 50 000 habitants,.

### Occupation des sols
L'occupation des sols de la commune, telle qu'elle ressort de la base de données européenne d’occupation biophysique des sols Corine Land Cover (CLC), est marquée par l'importance des territoires agricoles (90,1 % en 2018), en diminution par rapport à 1990 (90,9 %). La répartition détaillée en 2018 est la suivante : 
terres arables (61,2 %), prairies (18,1 %), zones agricoles hétérogènes (10,8 %), forêts (8,8 %), zones urbanisées (1,1 %), milieux à végétation arbustive et/ou herbacée (0,1 %). L'évolution de l’occupation des sols de la commune et de ses infrastructures peut être observée sur les différentes représentations cartographiques du territoire : la carte de Cassini (XVIIIe siècle), la carte d'état-major (1820-1866) et les cartes ou photos aériennes de l'IGN pour la période actuelle (1950 à aujourd'hui).

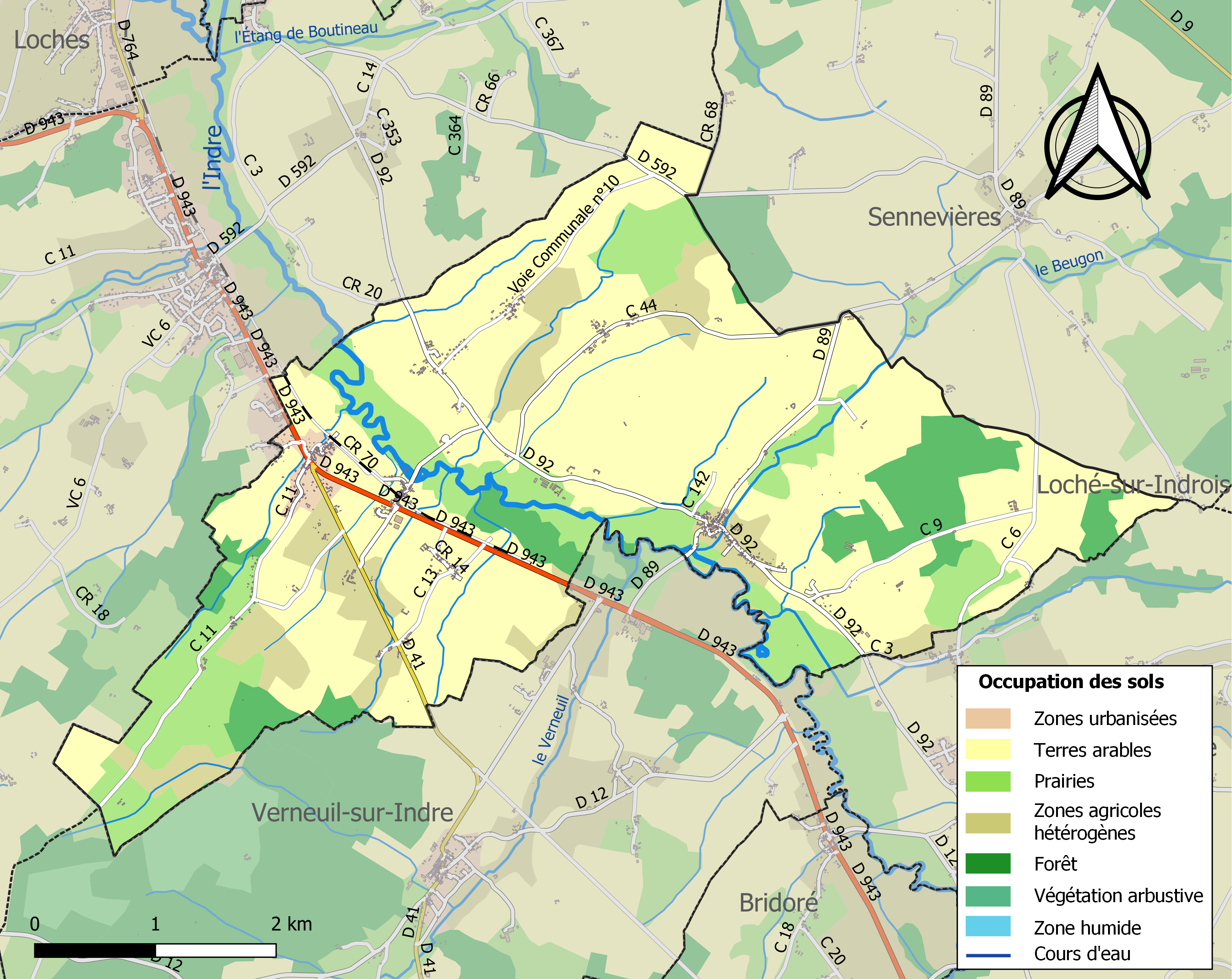
Carte des infrastructures et de l'occupation des sols de la commune en 2018 (CLC).

### Risques majeurs
Le territoire de la commune de Saint-Jean-Saint-Germain est vulnérable à différents aléas naturels : météorologiques (tempête, orage, neige, grand froid, canicule ou sécheresse), inondations et séisme (sismicité faible). Un site publié par le BRGM permet d'évaluer simplement et rapidement les risques d'un bien localisé soit par son adresse soit par le numéro de sa parcelle.
Certaines parties du territoire communal sont susceptibles d’être affectées par le risque d’inondation par débordement de cours d'eau, notamment l'Indre. La commune a été reconnue en état de catastrophe naturelle au titre des dommages causés par les inondations et coulées de boue survenues en 1982, 1999 et 2016,.

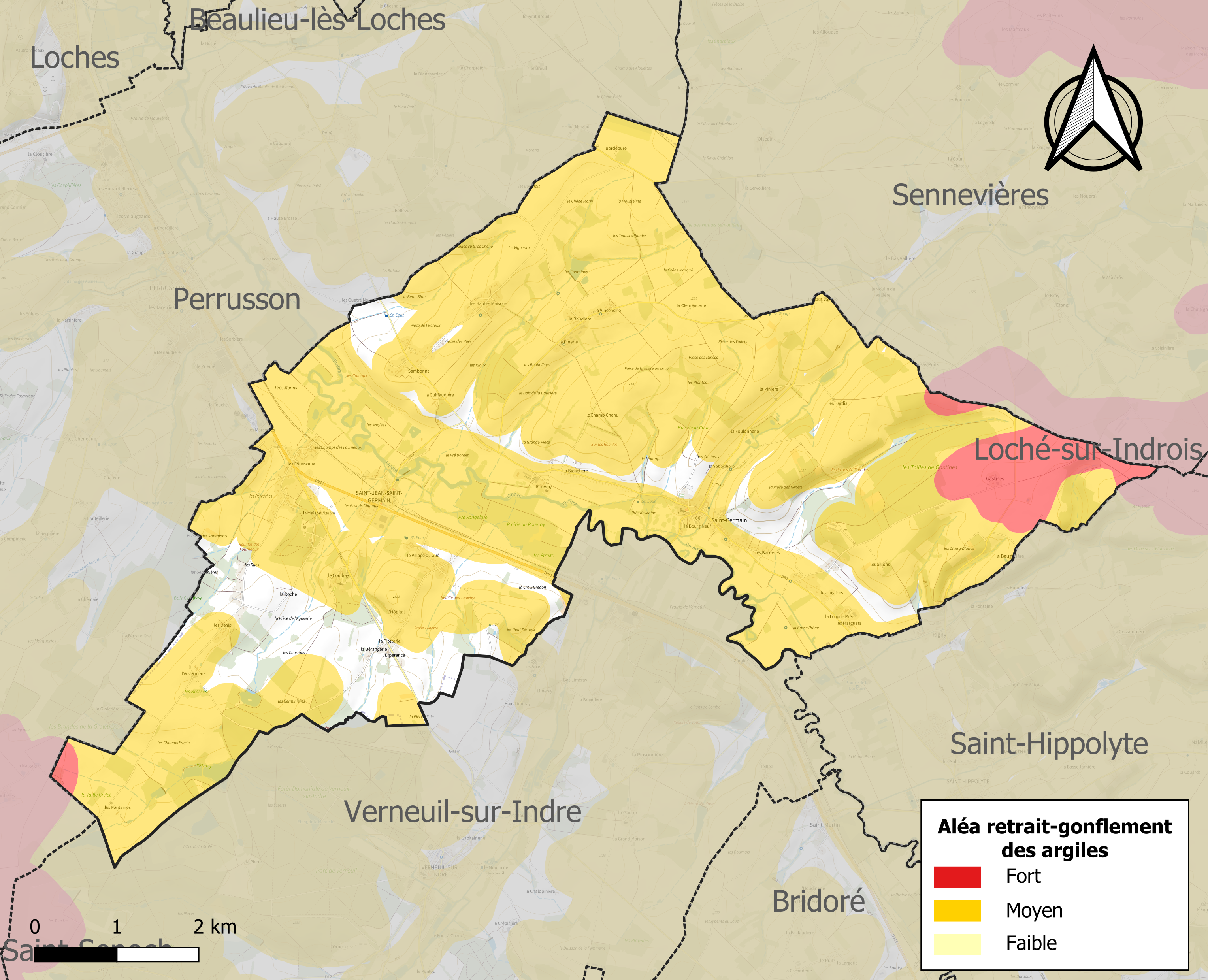
Carte des zones d'aléa retrait-gonflement des sols argileux de Saint-Jean-Saint-Germain.

Le retrait-gonflement des sols argileux est susceptible d'engendrer des dommages importants aux bâtiments en cas d’alternance de périodes de sécheresse et de pluie. 87 % de la superficie communale est en aléa moyen ou fort (90,2 % au niveau départemental et 48,5 % au niveau national). Sur les 398 bâtiments dénombrés sur la commune en 2019, 358 sont en aléa moyen ou fort, soit 90 %, à comparer aux 91 % au niveau départemental et 54 % au niveau national. Une cartographie de l'exposition du territoire national au retrait gonflement des sols argileux est disponible sur le site du BRGM,.
Concernant les mouvements de terrains, la commune a été reconnue en état de catastrophe naturelle au titre des dommages causés par la sécheresse en 1989, 1990 et 1992 et par des mouvements de terrain en 1999.

## Toponymie
Saint-Jean est une paroisse attestée au XIIIe siècle sous le nom de Saint-Jean-sur-Indre. Vers la même époque, existe également le presbytère de Saint-Germain-des-Prés.

## Histoire
Au cours de la Révolution française, la commune, alors nommée simplement Saint-Jean, porta provisoirement le nom de Jean.
En 1834, Saint-Jean a absorbé la commune voisine de Saint-Germain et la commune a pris son nom actuel.
Le bourg de Saint-Germain est doté d'une église datant du XIe siècle, et dont le chœur ne fut bâti qu'au XVIe siècle. La chapelle seigneuriale voisine porte les armoiries des Berruyers qui possédaient la localité de la fin du XVe siècle à 1666.

### Les Hospitaliers
Le bourg de Saint-Jean, situé sur la D 943, route qui relie Tours à Châteauroux, doit son nom à une commanderie des Hospitaliers de l'ordre de Saint-Jean de Jérusalem, qui s'y trouvait.

## Politique et administration
| Période                                  | Période  | Identité      | Étiquette | Qualité              |
| ---------------------------------------- | -------- | ------------- | --------- | -------------------- |
| Les données manquantes sont à compléter. |          |               |           |                      |
| mars 2001                                | 2014     | Alain Arnould |           |                      |
| 2014                                     | mai 2020 | Pierre Brodny | DVD       | Agriculteur retraité |
| mai 2020                                 | En cours | Joël Pinguet  |           |                      |

Dans les communes de moins de 3 500 habitants, les élections municipales sont agrémentées par le panachage.

## Population et société

### Démographie
L'évolution du nombre d'habitants est connue à travers les recensements de la population effectués dans la commune depuis 1793. Pour les communes de moins de 10 000 habitants, une enquête de recensement portant sur toute la population est réalisée tous les cinq ans, les populations de référence des années intermédiaires étant quant à elles estimées par interpolation ou extrapolation. Pour la commune, le premier recensement exhaustif entrant dans le cadre du nouveau dispositif a été réalisé en 2006.

En 2022, la commune comptait 746 habitants, en évolution de −1,97 % par rapport à 2016 (Indre-et-Loire : +1,67 %, France hors Mayotte : +2,11 %).
| 1793 | 1800 | 1806 | 1821 | 1831 | 1836 | 1841 | 1846 | 1851 |
| ---- | ---- | ---- | ---- | ---- | ---- | ---- | ---- | ---- |
| 303  | 452  | 367  | 422  | 411  | 649  | 657  | 660  | 638  |

| 1856 | 1861 | 1866 | 1872 | 1876 | 1881 | 1886 | 1891 | 1896 |
| ---- | ---- | ---- | ---- | ---- | ---- | ---- | ---- | ---- |
| 681  | 735  | 699  | 717  | 721  | 720  | 795  | 733  | 722  |

| 1901 | 1906 | 1911 | 1921 | 1926 | 1931 | 1936 | 1946 | 1954 |
| ---- | ---- | ---- | ---- | ---- | ---- | ---- | ---- | ---- |
| 732  | 737  | 739  | 694  | 702  | 672  | 705  | 673  | 620  |

| 1962 | 1968 | 1975 | 1982 | 1990 | 1999 | 2006 | 2011 | 2016 |
| ---- | ---- | ---- | ---- | ---- | ---- | ---- | ---- | ---- |
| 682  | 604  | 553  | 557  | 561  | 602  | 663  | 732  | 761  |

| 2021 | 2022 | - | - | - | - | - | - | - |
| ---- | ---- | - | - | - | - | - | - | - |
| 749  | 746  | - | - | - | - | - | - | - |

### Enseignement
Saint-Jean-Saint-Germain se situe dans l'Académie d'Orléans-Tours (Zone B) et dans la circonscription de Loches.
L'école élémentaire accueille les élèves de la commune.

## Transports et voies de communications

### Réseau routier
La D943, ancienne route nationale 143, traverse le village.

### Desserte ferroviaire
Une gare est installée à Saint-Jean, un passage à niveau. Cette ligne de la SNCF a été réhabilitée en juillet 1990. Elle était utilisée par des convois de grains (blé et maïs). La ligne allait jusqu'à Châteauroux, dans les années 1960 et une micheline circulait sur cette voie unique.

### Bus
La commune est desservie par la ligne TER Centre-Val de Loire : Châteauroux ↔ Tours.

## Lieux et monuments
- Églises à Saint-Jean et Saint-Germain.
- Châteaux : deux à Saint-Jean : Le Coudray (XVIIIe siècle), Montfélix (XIXe siècle), deux à Saint-Germain : Saint-Germain (XVe siècle), Rouvray (XIXe siècle).
- Lavoir à Saint-Jean sur un bief alimentant en eau le moulin de Saint Jean (chambres d'hôtes).
- Moulin à Saint Germain sur l'Indre.
- La rivière l'Indre passe dans les deux sites de la commune. Un déversoir est érigé à Saint-Jean.
- Une plage existe à Saint-Jean sous le déversoir ; la baignade y est tolérée.
- Fête du val de l'Indre le 1er dimanche d'août.

## Personnalités liées à la commune
- Alphonse Chautemps (1860-1944), personnalité politique sous la Troisième République, décédé au château du Coudray.